# Tohorot (Talmud)
Tohorot (en hebreo: טָהֳרוֹת) es el sexto orden de la Mishná, la Tosefta y el Talmud. Este orden trata de la distinción entre lo puro y lo impuro, y sobre las leyes de pureza. Este es el orden más largo de la Mishná. Este artículo trata sobre el sexta orden de la Mishná. El orden de Tohorot contiene 12 tratados:
Keilim: (כלים); Keilim trata sobre una gran variedad de utensilios diversos, y de cómo se comportan estos en términos de pureza ritual. Este tratado tiene 30 capítulos, y es el tratado más largo de la Mishná.
Oholot: (אוהלות); Oholot trata sobre la impureza de los cadáveres, y sobre la propiedad que tienen estos de hacer volver impuros a las personas y a los objetos, ya sea porque la persona se encuentra cerca del cadáver, o por la presencia del cadáver y la persona bajo el mismo techo o porque ambos están situados bajo la misma tienda.
Negaim: (נגעים); El tratado Negaim trata sobre las leyes del tzaraath. El tzaraath se refiere a las condiciones que causan un estado de impureza ritual en la piel humana, en el pelo de la barba y en la cabeza. Negaim trata sobre la impureza de la ropa hecha con lana y lino. El tratado también trata sobre las leyes de impureza ritual relativas a las piedras de los hogares que se encuentran en la Tierra de Israel. Los detalles sobre estas cuestiones se mencionan en los capítulos 13 y 14 del libro de Levítico.
Parah: (פרה); Parah trata en gran medida sobre las leyes de la ternera roja.
Tohorot: (טהרות); Tohorot trata sobre las leyes de la pureza ritual, especialmente sobre las formas de contraer un estado de impureza ritual, y sobre las leyes relativas a la impureza de los alimentos.
Mikvaot: (מקואות); este tratado trata sobre las leyes relativas al baño en la mikve.
Nidá: (נידה); el tratado Nidá trata sobre las leyes relativas a la mujer durante su ciclo menstrual, o poco después de haber dado a luz.
Makhshirin (מכשירין); Este tratado trata sobre los elementos que hacen que el alimento sea susceptible a la impureza ritual.
Zavim: (זבים); El tratado Zavim trata sobre las leyes relativas a la eyaculación.
Tevul Yom: (טבול יום) trata de un tipo especial de impureza ritual, relativo al momento cuando una persona debe sumergirse en un baño ritual llamado mikvé, aunque sigue siendo impura durante el resto del día.
Yadayim: (ידיים); trata sobre un estado de impureza ritual relacionado con la limpieza de las manos.
Uktzim: (עוקצים); el tratado Uktzim trata sobre la impureza de los tallos de la fruta.

## Orden de los tratados
El razonamiento tradicional para dictar el orden de los tratados (según el Rambam) es el siguiente: 
Keilim es el primer tratado, ya que este introduce los niveles de impureza, y dicta a qué objeto se aplican las diversas impurezas.
El tratado Oholot lo sigue, porque esboza el tipo de impureza más grave. 
El tratado Negaim es el siguiente en severidad. 
El tratado Parah describe la purificación de las impurezas severas ya tratadas. 
El tratado Tohorot se ocupa de las impurezas menores, el método de purificación es estos casos es la inmersión ritual en un baño ritual llamado mikve. 
El tratado Nidá es el siguiente porque trata también sobre una impureza menor, pero este tratado tiene la característica de aplicarse sólo a una porción del pueblo (por ejemplo a las mujeres). 
Los tratados de Makshirin, Zavim, y Tevul Yom, siguen al tratado talmúdico de Nidá. 
El siguiente tratado es Yadayim, que trata únicamente sobre las impurezas rabínicas.
Finalmente viene el tratado Uktzin, este tratado no está basado en la Biblia, ya que sus leyes se derivan del razonamiento de los sabios judíos, los jajamin.
Existe una Guemará babilónica que trata solamente sobre el tratado Nidá. Esto se debe a que la mayoría de las otras leyes de pureza ritual, no se aplican cuando no existe el Templo de Jerusalén. El Talmud de Jerusalén sólo comenta cuatro capítulos del tratado Nidá.